# Rolando Mandragora
Rolando Mandragora (italská výslovnost: [roˈlando manˈdraːɡora]; * 29. června 1997) je italský fotbalista, který hraje jako defenzivní záložník za Fiorentinu.
Svou profesionální kariéru zahájil v Janově, z klubu byl na hostování v Delfino Pescara. V roce 2016 přestoupil do Juventusu, o rok později byl poslán na hostování do Crotone. V roce 2018 podepsal smlouvu s Udinese Calcio. Do Juventusu se vrátil v říjnu 2020, ale okamžitě byl poslán na hostování zpět do Udinese. Z Juventusu byl poté na hostování v Turínu. Od roku 2022 hraje za Fiorentinu.
Mandragora reprezentoval Itálii ve všech věkových kategoriích od 17 do 21 let. Svůj seniorský debut si odbyl v červnu 2018.